# Guyonia ciliata
Guyonia es un género monotípico de plantas fanerógamas pertenecientes a la familia Melastomataceae. Su única especie es: Guyonia ciliata. Es originaria de África occidental.

## Descripción
Es una hierba anual, con ramas tetrangulares reptantes, o tallo erecto, enraizando en los nudos, se encuentra en la selva húmeda como hierba epífita o de hábito terrestre en lugares húmedos, por los arroyos, en la sombra, a una altitud de 420-1400 metros en la Isla de Santo Tomé y en  Fernando Poo (Bioko).

## Taxonomía
El género fue descrito por Charles Victor Naudin  y publicado en Annales des Sciences Naturelles; Botanique, sér. 3 14(2): 149, t. 12. 1850. La especie fue aceptada y publicado en Flora of Tropical Africa 2: 443. 1871.
Sinonimia
- Afzeliella bolivari Brenan & Guinea
- Afzeliella ciliata (Hook. f.) Gilg
- Afzeliella intermedia (Cogn.) Gilg
- Guyonia gracilis A. Chev.
- Guyonia intermedia Cogn.